# Canberra Cosmos FC
Canberra Cosmos FC var en fotbollsklubb från Canberra i Australien. Klubben spelade tidigare i den numera nerlagda nationella australiska proffsligan National Soccer League (NSL) mellan 1995 och 2001. Efter säsongen 2000/2001 lades klubben ner på grund av dålig ekonomi och låga publiksiffror.